# Jerzy Podgórny
Jerzy Leonard Podgórny (ur. 1930, zm. 9 lutego 2020) – polski ratownik górski, jeden z założycieli Grupy Beskidzkiej GOPR.

## Życiorys
W 1952 uczestniczył w kursie ratowniczym, który dał podstawę do założenia Grupy Beskidzkiej GOPR. W trakcie pracy był uczestnikiem wielu akcji ratunkowych. W 2010 za działalność na rzecz Górskiego Ochotniczego Pogotowia Ratunkowego został odznaczony Krzyżem Kawalerskim Orderu Odrodzenia Polski. W ostatnim okresie życia był członkiem Klubu Seniora GOPR oraz Honorowym Członkiem GOPR.